# Rollenförderer

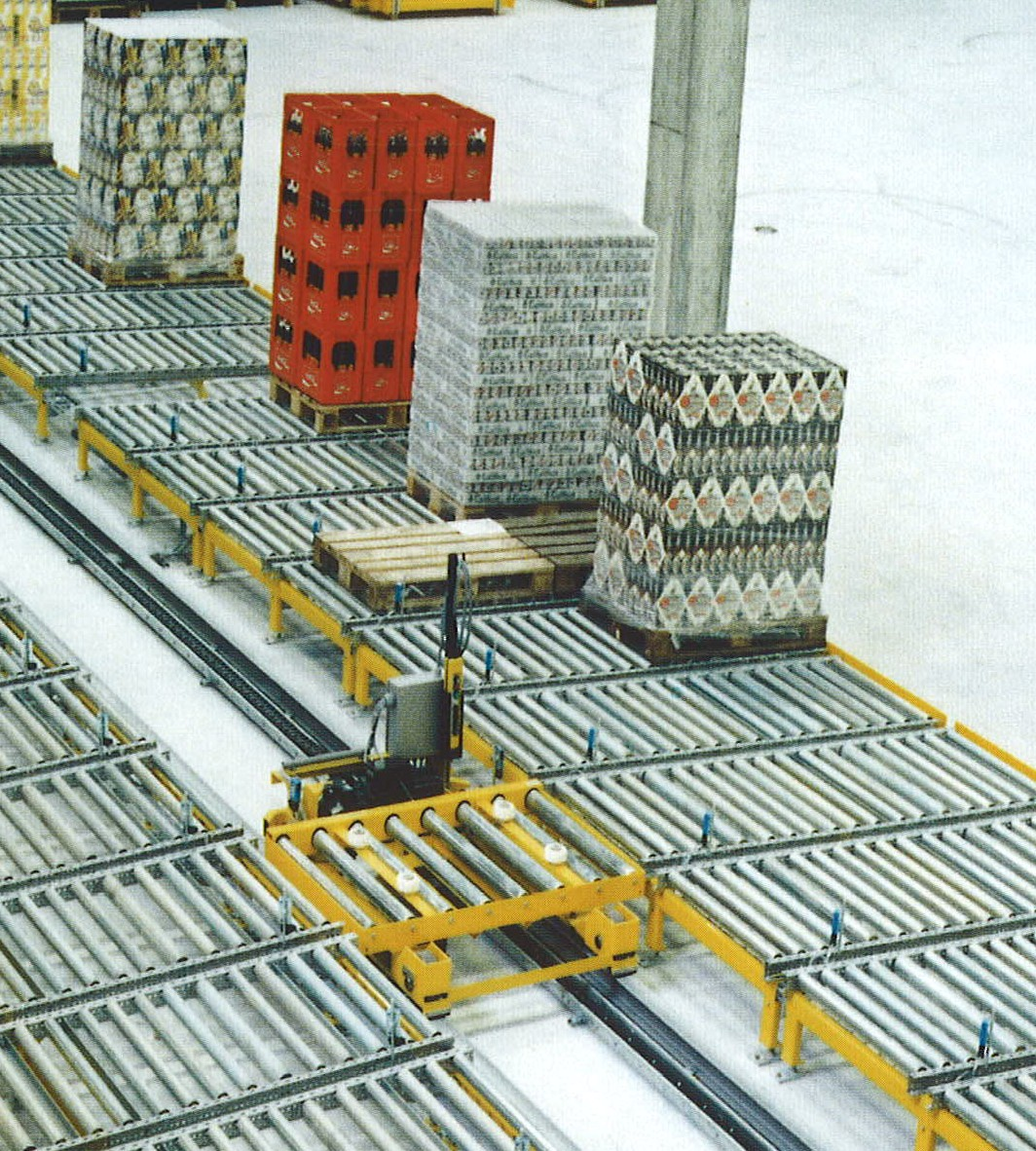
Rollenbahnen und Verschiebewagen

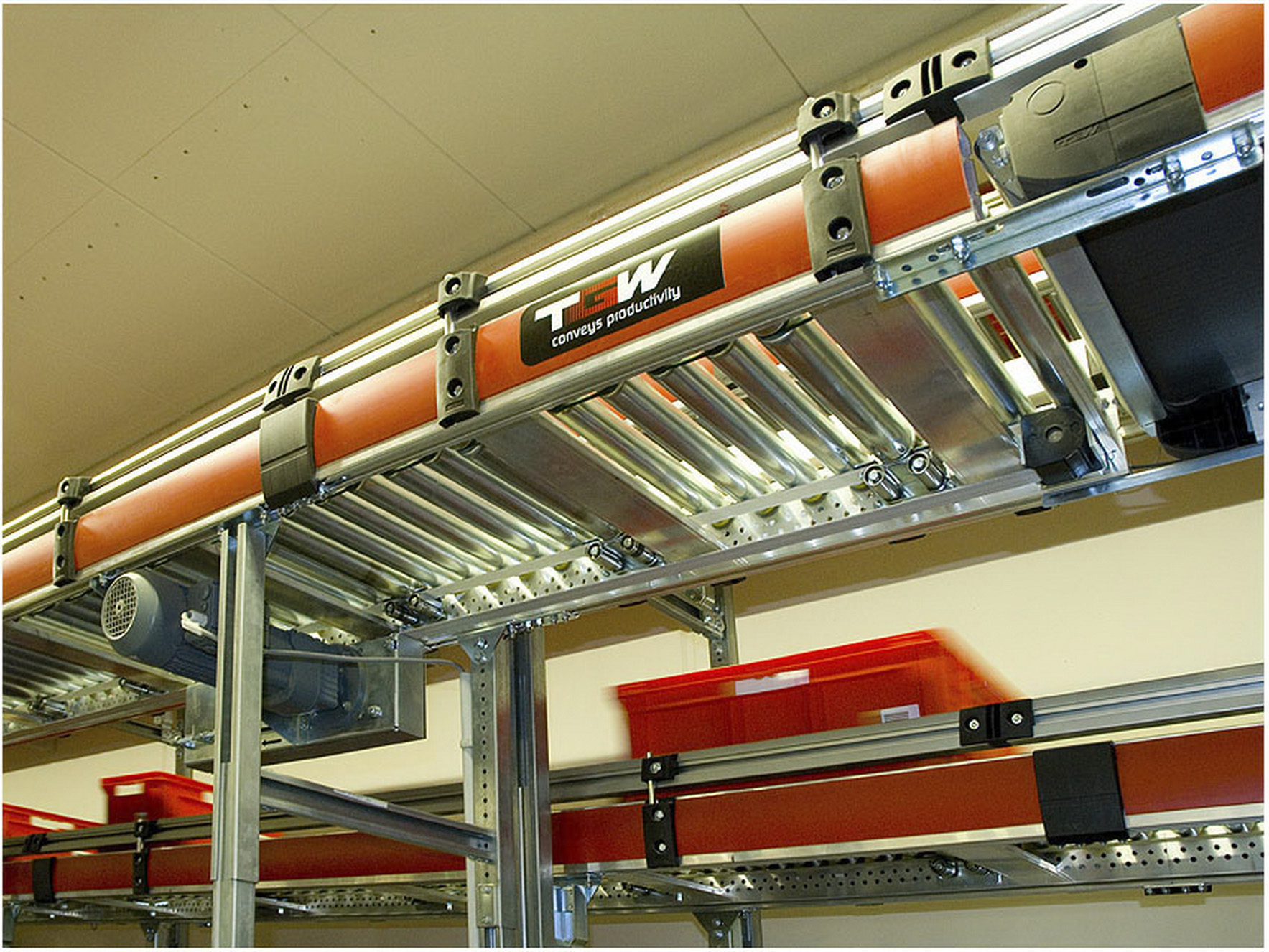
Rollenförderer für Behälter und Kartons bis 50 kg Nutzlast

Rollenförderer sind stationäre Anlagen innerhalb der Fördertechnik bei der Gegenstände über eine Anordnung von Rollen transportiert werden (auch: Rollentransfer, Rollenbahn, seltener: Rollbahn).
Rollenbahnen werden beispielsweise zur Sortierung, Verteilung und Lagerung von Stückgut und der Kommissionierung von Waren eingesetzt.

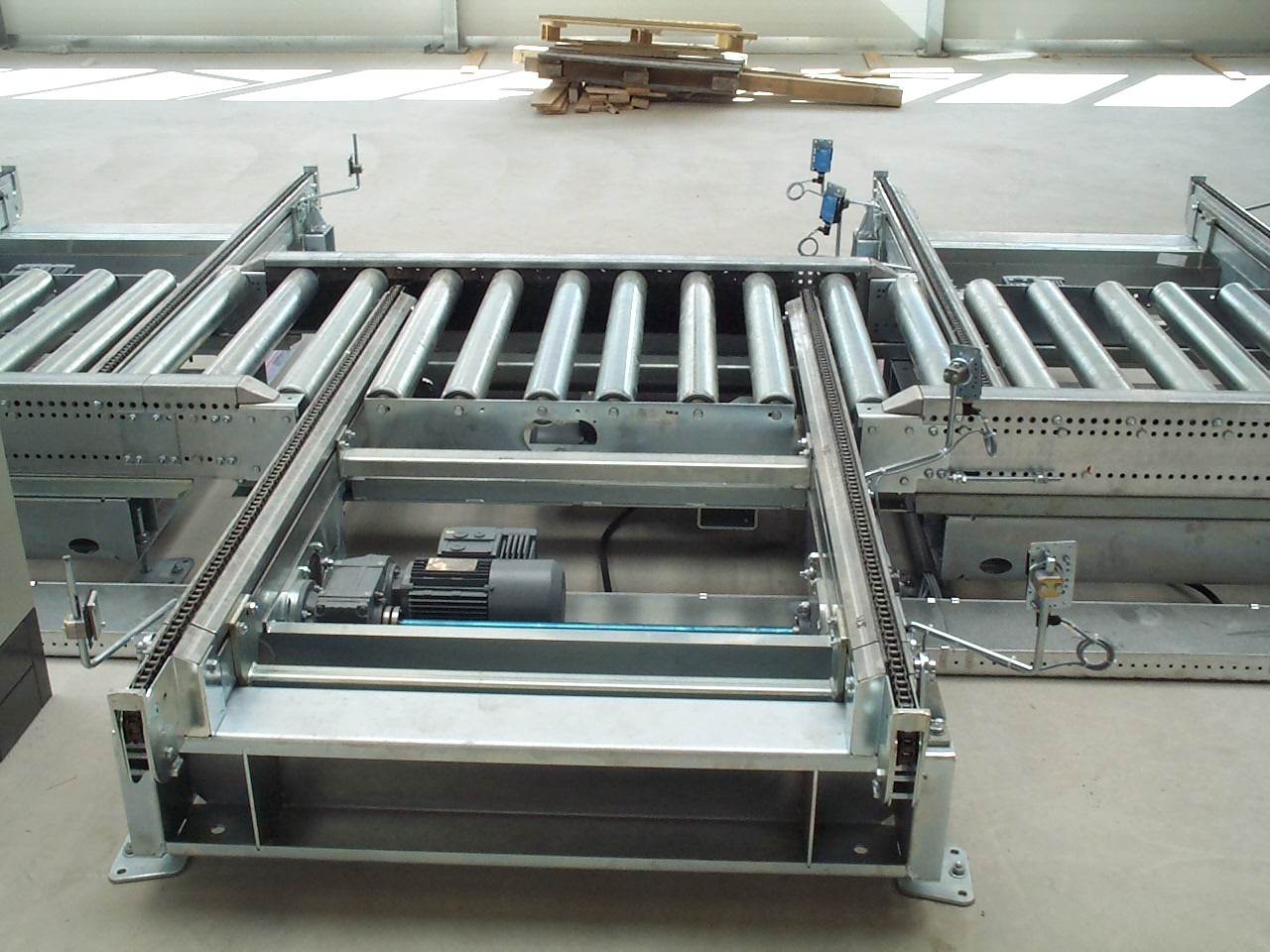
Rollenbahn mit Kettenhubumsetzer zum Ausschleusen

Auf geneigt installierten Rollenbahnen können die zu fördernden Gegenstände selbstständig hinabrollen. Durch einen motorischen Transport lassen sich jedoch flexiblere Laufwege realisieren.
Die Rollen bestehen in Abhängigkeit vom Gewicht der auszuschleusenden Ware aus Stahl oder Kunststoff und können verschiedene Breiten haben. Schmale Rollen werden Scheibenrollen oder Röllchen genannt. Mehrere auf einer Achse angebrachte Röllchen (egal ob nebeneinander oder hintereinander) bilden Scheiben- oder Rollenbahnen. Großflächige Rollenbahnen werden auch als Rollenteppich bezeichnet.

## Rollenhubtisch
Parallel zueinander verlaufende Gurte (zwei oder mehr), zwischen denen zylindrische Rollen angebracht sind, bilden den so genannten Rollenhubtisch. Im Ausgangszustand befinden sich die verwendeten Rollen unterhalb des so genannten Förderniveaus der Gurte (mit dem Förderniveau ist lediglich gemeint, dass die transportierte Ware höher liegt als die Rollen, so kann die Ware problemlos darüber hinweg gefördert werden, ohne dass Probleme auftreten, weil sie nicht anecken können). Zum Ausschleusen der Ware werden die Rollen über das Förderniveau hinausgehoben, so dass die darauf liegende Ware im Winkel von 90° vom Fördermittel ausgeschleust werden kann. Da sich zwischen den Gurten und den Rollen kleinere Lücken befinden, sind innerhalb dieses Rollenförderersystems kleinere Pakete/Waren schwierig zu transportieren. Das Transportsystem des Bandförderers, das beim Rollenhubtisch verwendet wird, findet u. a. Anwendung bei Waren um die 50 kg und weist eine Sortierleistung von 2.000 Teilen pro Stunde auf.

## Friktionsrollenbahn und Staurollenbahn
Friktions- und Staurollenbahnen dienen zur Fortbewegung von Gegenständen durch motorischen Antrieb. Um empfindliche Gegenstände nicht zu beschädigen, wenn deren Bewegung gehemmt wird, die Rollen aber weiterlaufen, werden Friktionsrollenbahnen mit einem Reibschluss-Antrieb ausgestattet, der durchrutscht, wenn ein bestimmtes Drehmoment überschritten wird.
Innenliegende Friktion: Friktionsrollen sind mit der angetriebenen Welle über einen Reibbelag verbunden. Je nach Gewicht des Fördergutes stellt sich eine entsprechende Reibung und Kraftübertragung ein.
Außenliegende Friktion: Der Antrieb ist über eine Rutschkupplung mit der Rolle verbunden, je nach Einstellung der Rutschkupplung wird unabhängig vom Gewicht des Fördergutes mehr oder weniger Kraft übertragen.
Friktionsrollenbahnen sind in der Regel einfach zu steuern. Bei ununterbrochenem Antrieb fährt das Fördergut so lange, bis es auf einen Stopper oder ein anderes Fördergut auffährt. Bei einem Stau reihen sich die Fördergüter dicht an dicht auf der Rollenbahn auf.
Im Vergleich zu durch Schwerkraft getriebenem Rollentransport wird bei Friktions- und Staurollenbahnen bei einem Stau eine deutlich stärkere Kraft auf die vorderen Gegenstände ausgeübt, die sich mit der Länge des Staus erhöht.
Es kann darum eine Mechanik zum Verringern des Staudruckes bei größeren Längen notwendig sein. Ebenso bedarf es einer Mechanik zur Vereinzelung (Stopper), um das erste Fördergut entnehmen zu können, ohne dass ein nachfolgendes weiteres Stück am ersten ansteht.

## Rollenleisten und Schwenkrollensorter
Rollenleisten setzen sich aus einer Reihe kleinerer und schräg gestellter Rollen zusammen, die sich zwischen den Hauptrollen befinden und aus der Förderebene herausgehoben werden können, um die Ware seitlich vom Band zu schleusen.
Schwenkrollensorter sind mit verstellbaren Rollen ausgerüstet, die die Ware beidseitig ausschleusen (Sonderform der Rollenleiste: Schwenkrollensorter). Wird die Ware im Vorfeld in die Richtung der Ausschleusung ausgerichtet, so gewährleistet dies eine schnelle und sichere Abgabe.

## Kurve
Sind in einer kurvenförmigen Bahn – typisch entlang eines Viertelkreises oder auch weniger als 90° Winkel Ablenkung folgend – die enthaltenen Walzen oder Rollen mit ihren horizontal liegenden Achsen stets quer zur Bahn angeordnet, werden Pakete oder Lagerboxen selbsttätig um die Kurve geführt.

## Kugelrollentisch

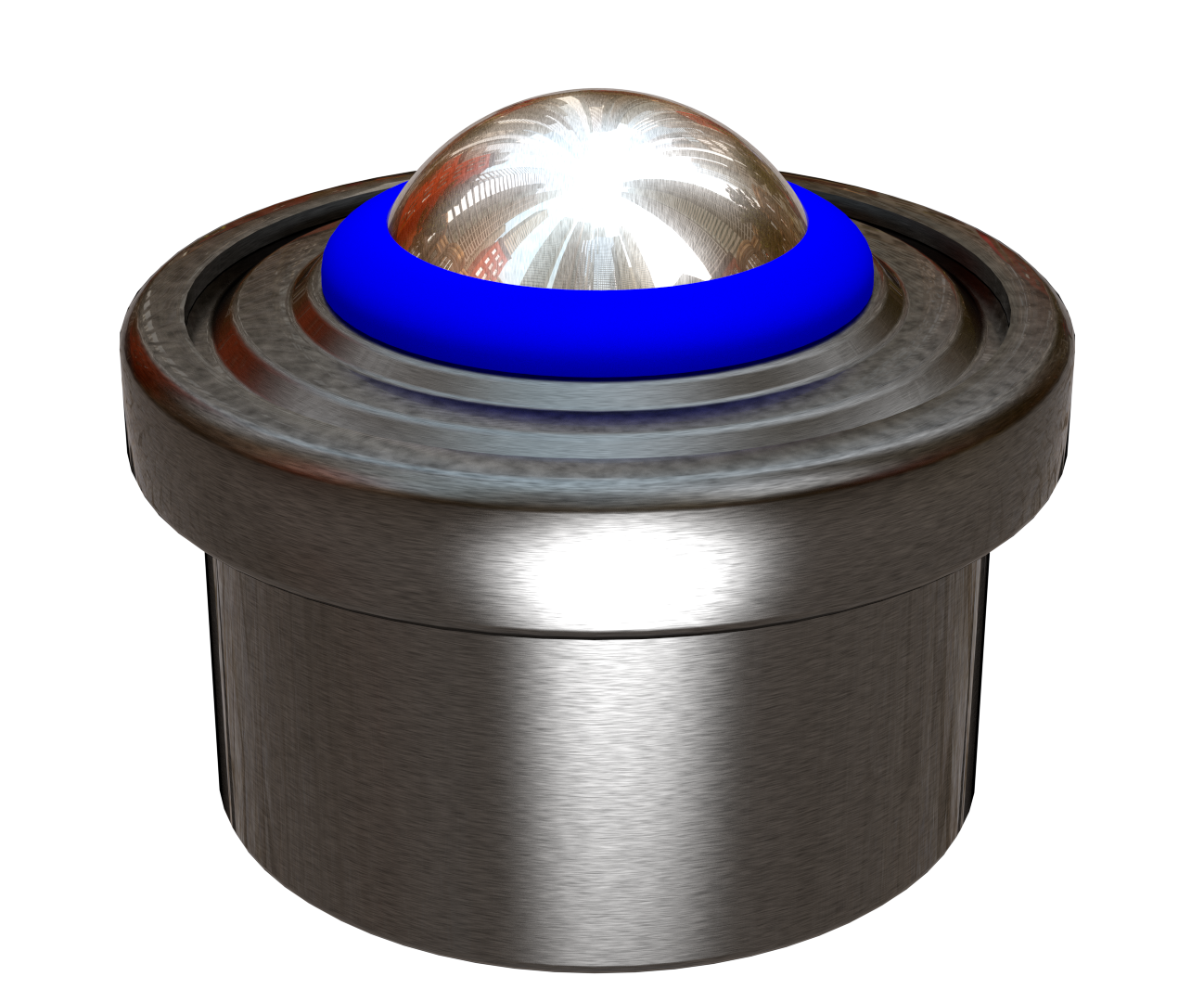
Kugelrolle

Ein Tisch mit rasterförmig eingelassenen, doch geringfügig hochstehenden frei drehbar gelagerten Kugelrollen erlaubt das leichte Verschieben und Drehen des abgestellten Objekts, etwa um eine Adresse zu lesen, es für eine Bearbeitung auszurichten oder bloß besser greifen zu können. Verschiedentlich weisen größere Maschinen für die Metall- oder Holzbearbeitung einen Kugelrollentisch auf, um ein planes Werkstück zur Bearbeitung durch Fräsen oder Sägen leicht von Hand verschieben und führen zu können.
Kugelrollentische finden sich auch als Paketübergabefläche auf Postämtern.

## Rollen – Anordnung, Lagerung
Rollen können als schmale Räder (z. B. 4 cm Durchmesser, 1 cm breit) oder breite Walzen (4 cm Durchmesser und 30–100 cm Länge) ausgeführt sein. Für geschmeidiges darauf Abrollen von Gütern soll der Rollendurchmesser groß, aber der Achsabstand von entlang der Bahn aufeinanderfolgenden Rollen klein sein, kleiner als ein Drittel oder besser ein Viertel der kleinsten Horizontalabmessung des kleinsten zu fördernden Stücks, damit dieses stets zumindest auf 2 bzw. 3 Rollen läuft.
Bei längs der Rollenbahn oder Rollenleiste hintereinander fluchtender Anordnung von Rollen muss ihr Achsabstand größer als der Rollendurchmesser sein. Die Lücke zwischen Rollen ist, wo Menschen hingreifen sollen, entweder viel kleiner als fingerdick oder größer als daumenbreit.
In einem Rollenteppich werden schmale Rollen abwechselnd mit viel breiteren Abstandhaltern auf eine Trägerachse gefädelt, dass größere Seitenabstände entstehen. Die nächste Achse kann bereits nach (etwas) weniger als Rollendurchmesser folgen, wenn auf ihr die Rollen an den Positionen der Rollenlücken der Achse davor folgen.
Kleine Rollen aus hartem Kunststoff gefertigt bilden mit ihrer zylindrischen Bohrung oft unmittelbar das Gleitlager auf einem verzinkten Stahlstab oder Stahlrohr als Achse von etwa 10 mm Durchmesser. Der Achsdurchmesser limitiert rasch die Belastbarkeit mit steigender Bahnbreite, weshalb bei Bahnen ab 30 oder 40 cm Breite gerne entsprechend lange Walzen mit typisch 30–40 mm Durchmesser verbaut werden, die trotz relativ dünner Wandstärke wegen des vielfach größeren Außendurchmessers mittigem Durchbiegen (auf halber Bahnbreite) viel mehr Steifheitz entgegensetzen. Solche Walzen sind typisch an jedem Ende kugelgelagert. Eine durchgängige Achse benötigt nur 10 mm Durchmesser, da sie ja schon typisch 1–2 cm neben dem Wälzlager befestigt wird.

## Rollgang
In Walzwerken werden Rollenförderer zur Beförderung einzelner Brammen zwischen den Bearbeitungseinrichtungen. Solche Fördereinrichtungen werden dort meist als Rollgang bezeichnet und transportieren Einzellasten von bis zu 30 Tonnen, in Einzelfällen auch mehr. In Warmwalzanlagen dürfen die glühenden Brammen nicht auf einzelnen Rollen verharren, da diese sonst Überhitzen würden. Rollgänge in Walzwerken erstrecken sich zum Teil über mehr als einen Kilometer. Eine Übersicht über die Förderwege wird dort in Rollgangsplänen oder Rollenplänen festgehalten.
Kontinuierliche Anlagen zur Fertigung von Blechbändern (Coils) werden als Bandanlage bezeichnet.

## Rollenbahn als Kinderspiel
Eine dreiteilige etwa 45 cm breite Rollenbahn aus etwa 80 cm hohem Plateau, Abwärtsrampe und Auslauf wird für Kinder, die sich einzeln in eine 40 × 60 × 22 cm große Transportbox aus Kunststoff setzen, zur betreuten Spielbahn.
Alternativ werden Mörteltrog oder eine flache Holzwanne mit seitlichen Haltegriffen verwendet.
Aufwändiger ist die Rollenrutsche, eine spezielle Rollenbahn integriert in ein Inflatable mit 14 × 2,8 m Grundfläche, ebenfalls mit Mörteltrögen zu befahren. Seitliches Kippen wird von einem Luftwulst weich aufgefangen.